# Lambrusco di Sorbara
Lambrusco di Sorbara ist einerseits eine Rotweinsorte aus der Familie der Lambrusco, und andererseits der Name für ein Weinbaugebiet für perlenden Rot- und Roséwein (Schaumwein und  Perlwein) in der italienischen Region Emilia-Romagna.

## Rebsorte
Die Rebsorte hat ihren Namen von der Gemarkung Sorbara innerhalb der Gemeinde Bomporto. Es handelt sich um eine Varietät der großen Familie der Lambrusco.

## Synonyme
Für die Rebsorte sind folgende Synonyme bekannt: Ambrostine, Lambrusca di Sorbara, Lambrusca di Sorbara a Foglia Verde, Lambrusco di Sorbara a Foglia Rossa, Lambrusco di Sorbara a Foglia Verde und Lambrusco Sorbarese.

## Weinbaugebiet
Das Weinbaugebiet mit dem Status einer Denominazione di origine controllata (kurz DOC) liegt nördlich der Stadt Modena.